# 프레드 C. 바이어 고등학교
프레드 C. 바이어 고등학교(Fred C. Beyer High School)는 캘리포니아주 머데스토에 위치한 고등학교이다. 1972년 개교하였다.